# Idiot Box (canción de Incubus)
Idiot Box es la cuarta canción del álbum S.C.I.E.N.C.E. de la banda de rock americano Incubus.

## Estilo de Música
La canción engloba varios géneros musicales, que son desde el funk metal al nu metal y el rock experimental. Estos géneros se definen con el uso de diversos pedales de guitarra, notables slaps de bajo, y el uso tornamesas y platos de DJ.  También se caracteriza por un sonido de instrumentos generalmente denso.

## Significado
La canción es una crítica a la dependencia de la gente hacia la televisión, y a la misma televisión. Esto se puede ver en la frase: "T.V. What do I need? Tell me who to believe" (¿T.V. qué necesito? Dime a quién creer). Fue escrita por Alex Katunich, en ese momento bajista de la banda, y Brandon Boyd, aún cantante y líder de la banda.